# Chaschmona’im
Chaschmona’im (hebräisch חַשְׁמוֹנָאִים) oder  Ramat Modi'im (hebräisch רָמַת מוֹדִיעִים) ist eine am 7. Juli 1988 gegründete israelische Siedlung im Westjordanland. Die Einwohnerzahl beträgt 2.630 (Stand: Januar 2022).

## Lage
Die Siedlung gehört zum Regionalverband Mateh Benjamin und liegt an der Regionalstraße 443.

## Einwohner
Das israelische Zentralbüro für Statistik gibt für die Stadtverwaltung folgende Einwohnerzahlen an:
| Jahr                 | 2011  | 2014  | 2017  |
| Anzahl der Einwohner | 2.643 | 2.638 | 2.820 |